# Jean Brismée
Jean Brismée és un director de cinema belga, autor de pel·lícules documentals i fantàstiques, nascut el 20 d'agost de 1926 a Pipaix (Leuze-en-Hainaut). És un dels creadors de l'Institut national supérieur des arts du spectacle et des techniques de diffusion (INSAS). El 1971 va dirigir La Plus Longue Nuit du diable, l'única pel·lícula d'explotació belga que va tenir una estrena internacional molt àmplia a les xarxes autènticament d'explotació. L'any 2010 aquesta pel·lícula encara es troba en aquestes xarxes.
L'any 1995, les edicions Mardaga van publicar Cinéma: cent ans de cinéma en Belgique de Jean Brismée.

## Filmografia
- 1955: le théorème de Pythagore (animació/corealització: Fernand Clausse)
- 1956: Forges (animació/corealització : André Delvaux) (Prix du Film Industriel al Festival National d'Anvers 1956)
- 1957: L'oeil révélateur: les animaux bâtisseurs (animació/corealització: Jacques Delcorde) (TV)
- 1958: Enfants d'aujourd'hui et de demain
- 1958: Cinéma, bonjour (TV)
- 1959: passion des hommes/Onze drang naar bevrijding
- 1959: La Planète fauve (TV) (corealització : André Delvaux)
- 1960: Agnès Varda, photographe (TV)
- 1961: Le soleil noir d'Agnès Varda I (TV)
- 1961: Le soleil noir d'Agnès Varda II (TV)
- 1961: Jean Rouch (animació/corealització: André Delvaux)
- 1964: Monsieur Plateau (Premi especial del jurat de curtmetratges per unanimitat al 18è Festival Internacional de Cinema de Canes[4])
- 1965: Andreas Vésalius
- 1966: Médecine 1967
- 1966: From east flanders with love
- 1966: La greffe rénale
- 1971: La Plus Longue Nuit du diable o Au service du diable o La nuit des pétrifiés
- 1972: Modmath (animació/corealització: Etienne de Bruyne)
- 1975: Le Maugré (TV)
- 1976: Nutons et sotais (TV)
- 1977: L'affaire Coecke et Goethals (TV)
- 1977: Sur les traces de Louis Hennepin (TV)
- 1978: Jean-Charles Houzeau de Lehaie ou la passion de la liberté (TV)
- 1979:  Charles-Joseph de Ligne, prince cosmopolite (TV)
- 1979: Raoul Warocqué ou la fin d'une dynastie (TV)
- 1979: Ernest Solvay ou la création d'un empire (TV)
- 1979: L'affaire du château de Bitremont (TV)
- 1980: Jean-Nicolas Perlot, chercheur d'or (TV)
- 1983 : Le Meilleur des mondes (série TV): 
  - Le Hasard et la nécessité
  - La Termitière du XXIe siècle
  - Robots et bactéries au travail
  - Les Terres vierges du temps libre
  - Le Cocktail d'énergies
  - La Société planétaire
- 1987 : Images et réalité (série TV):
  - Neurophysiologie de la vision
  - Mémoire et souvenirs
  - Images de la nuit
  - Une fenêtre ouverte sur un monde nouveau
  - L'Impérialisme de l'image